# Nordijja
Nordijja (hebr. נורדיה) – moszaw położony w samorządzie regionu Lew ha-Szaron, w Dystrykcie Centralnym, w Izraelu.
Leży na równinie Szaron, w otoczeniu miasta Netanja, miasteczek Kefar Jona i Pardesijja, moszawu Bet Jicchak-Sza’ar Chefer, oraz wioski Gannot Hadar.

## Historia
Moszaw został założony w 1948 przez zdemobilizowanych żydowskich żołnierzy Irgunu oraz członków syjonistycznego ruchu Bejtar. Założyciele pochodzili z miejscowości Kefar Jona i zniszczonego podczas wojny o niepodległość w 1948 przez wojska syryjskie moszawu Miszmar ha-Jarden.
W 1994 założono nową dzielnicę, Newe Nordijja.

## Kultura i sport
W moszawie jest ośrodek kultury i basen kąpielowy.

## Gospodarka
Gospodarka moszawu opiera się na intensywnym rolnictwie, sadownictwie i hodowli drobiu.
Firma Nordia Springs jest międzynarodowym producentem wysokiej jakości sprężyn. Jest tu także zakład elektroniczny Liat Electronics Ltd.

## Komunikacja
Wzdłuż wschodniej granicy moszawu przebiega droga ekspresowa nr 4  (Erez–Kefar Rosz ha-Nikra), na którą można wjechać poprzez sąsiadującą z moszawem stację benzynową. Z moszawu wychodzi w kierunku północnym droga nr 5702, którą dojeżdża się do wsi Gannot Hadar i drogi ekspresowej nr 57  (Netanja–Niccane Oz).